# Tawas City
Tawas City – miasto w Stanach Zjednoczonych, w stanie Michigan, siedziba administracyjna hrabstwa Iosco.